# إعلان مؤتمر القمة العالمي للأغذية: بعد خمس سنوات من الانعقاد
اعُتمِدَ مؤتمر القمة العالمي للأغذية: بعد خمس سنوات من قبل الحكومات في مؤتمر القمة العالمي للأغذية لعام 2002. ومن بين أمور أخرى، يدعو الإعلان إلى إنشاء فريق عامل حكومي دولي لإعداد مجموعة من المبادئ التوجيهية بشأن تنفيذ الحق في الغذاء، مما يؤدي إلى صياغة مبادئ توجيهية بشأن الحق في الغذاء. كما اعُتمِدَ بالإجماع إعلاناً يدعو المجتمع الدولي إلى الوفاء بتعهد سابق بخفض عدد الجياع إلى حوالي 400 مليون شخص بحلول عام 2015. وقد تم التعهد بذلك في مؤتمر القمة العالمي للأغذية في عام 1996، وهو أكبر تجمع عالمي للقادة على الإطلاق لمواجهة الجوع والأمن الغذائي، والتقدم نحو ذلك لا يزال بطيئاً بشكل مخيب للآمال.